# Polygonum equisetiforme
Polygonum equisetiforme é uma espécie de planta com flor pertencente à família Polygonaceae. 
A autoridade científica da espécie é Sm., tendo sido publicada em Fl. Graec. Prodr. 1: 266 (1809).

## Descrição
A seguir apresenta-se a descrição dada por António Xavier Pereira Coutinho na sua obra Flora de Portugal (Plantas Vasculares): Disposta em Chaves Dicotómicas (1.ª ed. Lisboa: Aillaud, 1913):
Ramos foríferos áfilos ou subáfilos; óchreas muito mais curtas que os entre-nós; aquénios quase lisos. Planta de 4-10 dm., erecta ou ascendente
ou prostrada, com os caules por fim quase despidos de folhas; folhas lanceoladas ou lanceolado-lineares. Planta lenhosa. Julho a Novembro. Terras cultivadas, sebes, caminhos, areias marítimas: principalmente no Centro e no Sul.

## Portugal
Trata-se de uma espécie presente no território português, nomeadamente em Portugal Continental e no Arquipélago dos Açores.
Em termos de naturalidade é nativa de Portugal Continental e introduzida no Arquipélago dos Açores.

## Protecção
Não se encontra protegida por legislação portuguesa ou da Comunidade Europeia.